# Licaria aureosericea
Licaria aureosericea är en lagerväxtart som beskrevs av H. van der Werff. Licaria aureosericea ingår i släktet Licaria och familjen lagerväxter. Inga underarter finns listade i Catalogue of Life.